# محوطه آفتارخانه
محوطه آفتارخانه مربوط به هزاره اول قبل از میلاد است و در شهرستان سلماس، بخش مرکزی، روستای آفتارخانه واقع شده و این اثر در تاریخ ۲۷ مرداد ۱۳۸۲ با شمارهٔ ثبت ۹۷۰۰ به‌عنوان یکی از آثار ملی ایران به ثبت رسیده است.